# Stanko Tavčar
Stanko Tavčar (ur. 2 lutego 1898 w Dobrovie, zm. 11 lipca 1945 w Lublanie) – jugosłowiański piłkarz narodowości słoweńskiej, występujący na pozycji obrońcy.

## Kariera
Tavčar przez całą karierę zawodniczą związany był z Iliriją Lublana, w którym występował w latach 1912–1922.
W reprezentacji Jugosławii wystąpił 2 razy – debiutował 28 sierpnia 1920, na igrzyskach w Antwerpii, w meczu przeciwko Czechosłowacji (0:7).

### Mecze w reprezentacji[2]
| Lp. | Przeciwnik     | Data             | Miejsce   | Wynik |
| --- | -------------- | ---------------- | --------- | ----- |
| 1   | Czechosłowacja | 28 sierpnia 1920 | Antwerpia | 7:0*  |
| 2   | Egipt          | 2 września 1920  | Antwerpia | 2:4** |

* 7:0 dla Czechosłowacji

** 4:2 dla Egiptu